# Scudo (Münze)

Scudo d’Oro, Papst Paul III.

Scudo (Mehrzahl: Scudi) ist der Name verschiedener Währungen. Der Name leitet sich vom italienischen Wort für Schild ab.

## Geschichte
Als Scudi wurden ursprünglich italienische Münzen bezeichnet, die mit einem Wappenschild (italienisch: scudo) als Münzzeichen geprägt waren. Ursprünglich erstmals in Genua geprägt, waren sie eng an das französische Écu von Franz I. angelehnt.
Zwischen 1350 und 1800 wurden Gold-Scudi (Scudi d’oro) geprägt. Der Scudo des Kirchenstaates wurde bis 1866 geprägt und dann von der Lira abgelöst. Sie ersetzten 1530 in Florenz den Fiorino d’oro und enthielten 3,2 g Gold. Sie waren für den Zahlungsverkehr kaum bedeutend und wurden hauptsächlich als Schaumünzen zu Repräsentationszwecken und mit hohem Nominalwert geprägt.
Im Laufe des 16. Jahrhunderts errangen Silber-Scudi (Scudo d’argento) besondere Beliebtheit und Bedeutung. Es handelte sich dabei meist um Großmünzen, die dem deutschen Taler vergleichbar waren. In den österreichischen Besitzungen Lombardei und Venetien entsprach der Scudo einem Konventionstaler. Münzen mit dieser Bezeichnung wurden bis ins 19. Jahrhundert in verschiedenen Territorien und Stadtstaaten (wie Ancona, Bergamo, Bologna, Florenz, Genua, Lucca, Mantua, Mailand, Modena, Turin und Venedig) Nord- und Mittelitaliens geprägt (Kirchenstaat bis 1866).
Dem italienischen Scudo entspricht die im portugiesischen Sprachraum traditionell verbreitete Bezeichnung Escudo (bis zur Einführung des Euro der Name der Landeswährung Portugals).

Abbildungen diverser Scudo-Münzen
Silber-Scudo, Papst Pius IX.
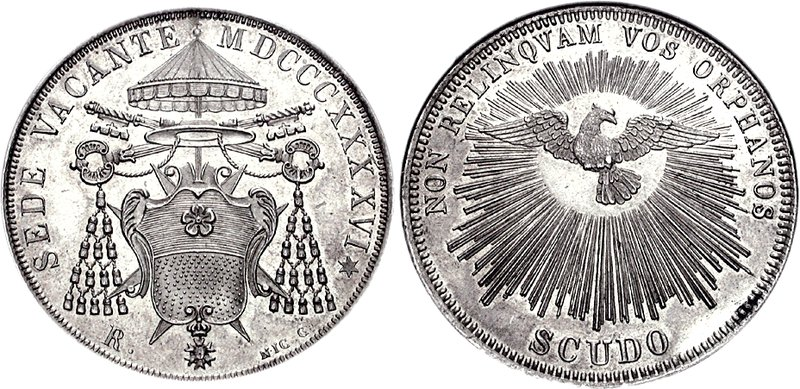
Scudo von 1846, eine Sedisvakanzmünze
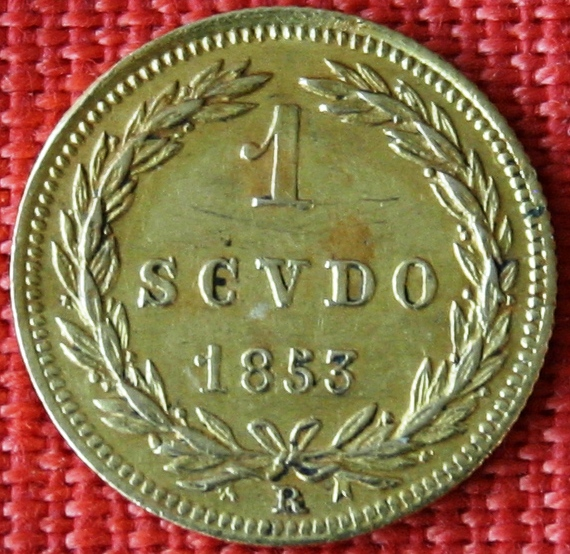
Scudo (1853) des Kirchenstaates
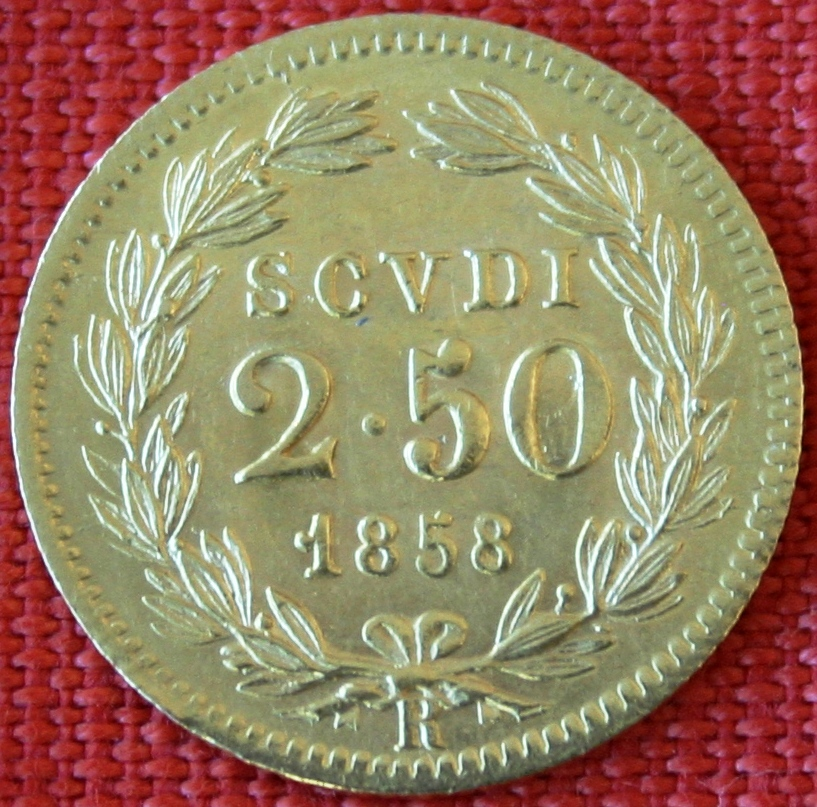
Zweieinhalb Scudi (1858) des Kirchenstaates
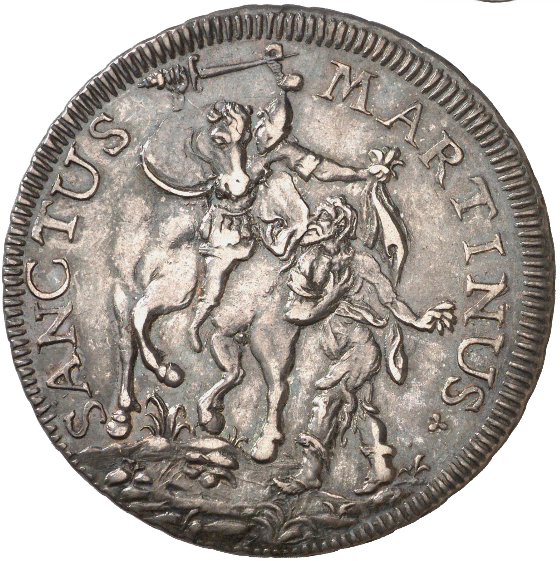
Lucca, Scudo  von 1737 mit dem Motiv der Bettlertaler

## Heutige Scudi-Münzen
Scudi-Münzen werden noch heute von der Republik San Marino sowie vom Souveränen Malteserorden herausgegeben. Die Münzen werden jedoch nicht für den Zahlungsverkehr, sondern ausschließlich als Sammlermünzen ausgegeben.

### San Marino
Entsprechend der Währungsvereinbarung zwischen der Italienischen Republik – im Namen der Europäischen Gemeinschaft – und der Republik San Marino verwendet San Marino seit dem 1. Januar 2002 den Euro als offizielle Währung und gibt eigene Euro-Münzen aus. Die Vereinbarung belässt San Marino jedoch ausdrücklich das Recht, weiterhin auf Scudi lautende Goldmünzen auszugeben. San Marino macht von diesem Recht Gebrauch und gibt seit 2002 Goldmünzen in Scudi-Nominale aus. Die Scudi-Währung ist nicht konvertibel. Die 2-Scudi-Goldmünzen entsprechen hinsichtlich ihrer Legierung und ihrer Größe den 20-Euro-Gedenkmünzen, welche wiederum den Vorgaben der Lateinischen Münzunion für die 20-Franken-Münzen folgen, wie auch die 50-Euro-Gedenkmünzen denen für die 50-Franken-Münzen. Hieraus lässt sich der folgende fiktive Umrechnungskurs zu Gold ableiten:
2 Scudi = 200/31 Gramm Gold ≈ 6,4516 Gramm Gold mit Feingehalt von 0,900 (knapp 1/5 Feinunze)
Für eine 2012 ausgegebene 2-Scudi-Münze gab die Ausgabestelle einen Umrechnungskurs von 75 Euro an. Auch dieser Kurs ist fiktiv, da er einerseits deutlich unter dem Materialwert, andererseits deutlich über dem Ausgabekurs liegt.

### Malteserorden
Der Malteserorden gibt ausschließlich Münzen in Scudi-Währung aus. Die Nominale der Münzen sind teilweise in Untereinheiten des Scudi ausgewiesen; es entspricht dabei 1 Scudo = 12 Tari = 240 Grani. Die Währung ist nicht konvertibel. Nach Angaben der Ausgabestelle besteht folgender Umrechnungskurs zum Euro: 1 Scudo = 0,24 Euro, 1 Tari = 0,02 Euro. Aus den Edelmetallgehalten der Münzausgaben des Ordens lassen sich jedoch folgende fiktive Umrechnungskurse ableiten:
1 Scudo = 12 Gramm Silber mit Feingehalt von 0,986
5 Scudi = 4 Gramm Gold mit Feingehalt von 0,900